# جاده ئی۳۷۳ اروپا

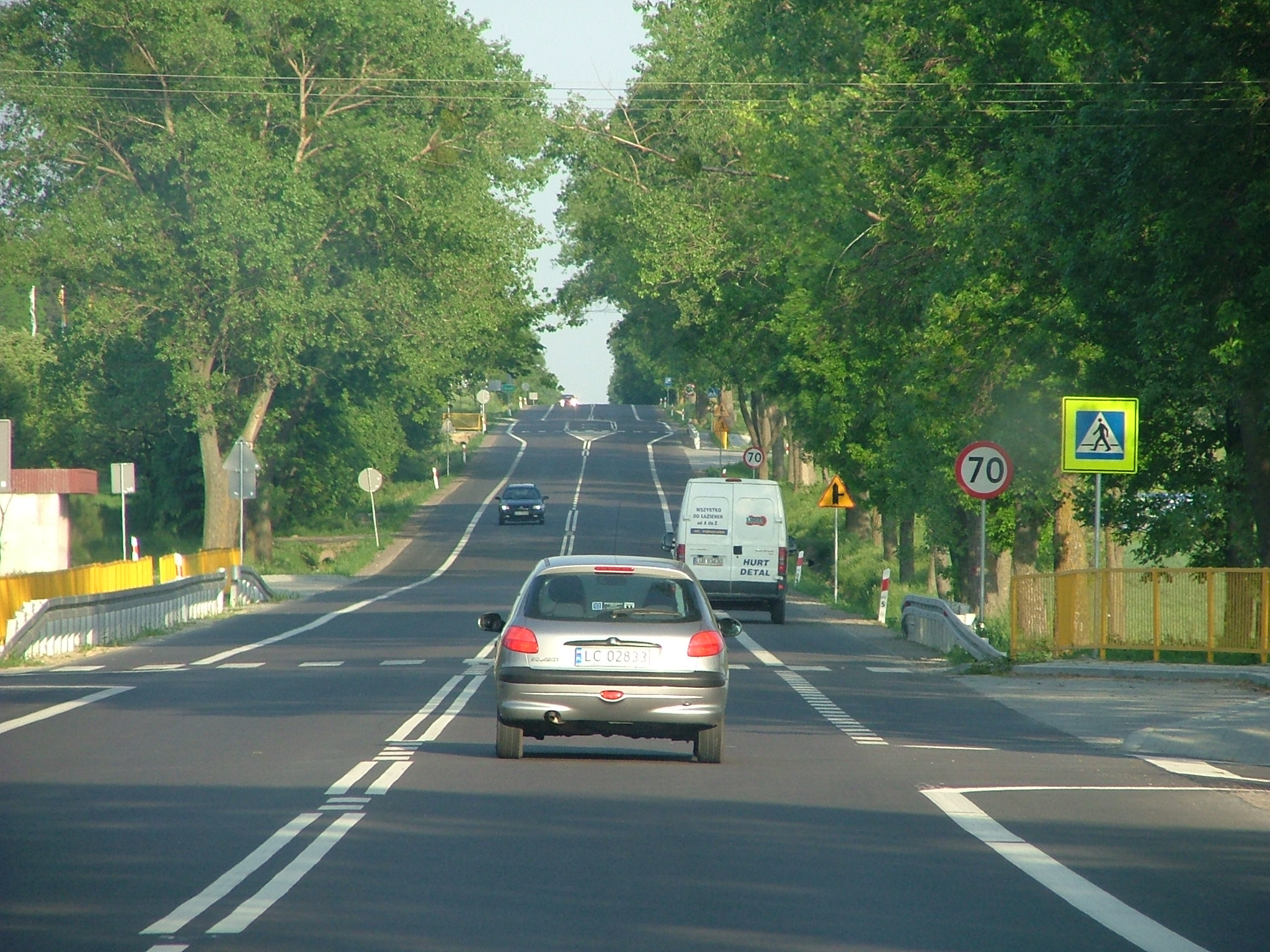

جاده ئی۳۷۳ اروپا (به انگلیسی: European route E373) یکی از جاده‌های درجه ۲ قاره اروپا است.
این جاده از شهر لوبلین (لهستان) شروع شده و در شهر ریونه (اوکراین) به پایان می‌رسد.